# Anton Seidl
Anton Seidl (ur. 7 maja 1850 w Peszcie, zm. 28 marca 1898 w Nowym Jorku) – austriacko-węgierski dyrygent.

## Życiorys
W latach 1870–1872 studiował w konserwatorium w Lipsku, następnie był asystentem Hansa Richtera w filharmonii w Budapeszcie oraz na I festiwalu w Bayreuth (1876). W latach 1879–1882 był dyrygentem opery w Lipsku. Był propagatorem twórczości Richarda Wagnera. W 1881 roku poprowadził berlińskie prawykonanie tetralogii Pierścień Nibelunga. W latach 1882–1883 odbył tournée po Europie z teatrem operowym Angelo Neumanna, wykonując dzieła Wagnera. Od 1883 do 1885 roku był generalnym dyrektorem muzycznym miasta Bremy.
W 1885 roku wyjechał do Stanów Zjednoczonych, gdzie przyznano mu obywatelstwo. W latach 1885–1891 był dyrektorem muzycznym nowojorskiej Metropolitan Opera, gdzie poprowadził amerykańskie premiery Lohengrina (1885), Śpiewaków norymberskich (1886), Tristana i Izoldy (1886), Zygfryda (1887) oraz całej tetralogii Pierścień Nibelunga (1889). Od 1891 do 1898 roku był dyrektorem muzycznym Filharmonii Nowojorskiej, z którą dokonał prawykonania IX symfonii e-moll Antonína Dvořáka (1893). Zmarł na skutek zatrucia pokarmowego.